# A magyar női labdarúgó-válogatott mérkőzései 2016-ban
A magyar női labdarúgó-válogatott mérkőzései 2016-ban. A magyar válogatott a Ciprus Kupán 8 csapat közül az 5., a Balaton Kupán 4 csapat közül a negyedik lett.
Szövetségi kapitány:
- Markó Edina

## Mérkőzések
| 249. mérkőzés 2016. március 2. Ciprus-kupa | Magyarország | 0 – 2             | Olaszország                 | Derüneia, Anagenniszi Stadion |
| 249. mérkőzés 2016. március 2. Ciprus-kupa |              | 0 – 2 Jegyzőkönyv | Gabbiadini 13' Sabatino 24' | Derüneia, Anagenniszi Stadion |

| 250. mérkőzés 2016. március 4. Ciprus-kupa | Magyarország | 1 – 2             | Ausztria                     | Lárnaka, Athlítiko Kentro Zenon (Neo GSZ) |
| 250. mérkőzés 2016. március 4. Ciprus-kupa | Zágor 66'    | 0 – 0 Jegyzőkönyv | Zadrazil 49' Kirchberger 78' | Lárnaka, Athlítiko Kentro Zenon (Neo GSZ) |

| 251. mérkőzés 2016. március 7. Ciprus-kupa | Magyarország | 1 – 0             | Írország | Paralimni, Taszosz Markú Stadion |
| 251. mérkőzés 2016. március 7. Ciprus-kupa | Szabó 76'    | 0 – 0 Jegyzőkönyv |          | Paralimni, Taszosz Markú Stadion |

| 252. mérkőzés 2016. március 9. Ciprus-kupa | Magyarország         | 2 – 1             | Wales        | Paralimni, Taszosz Markú Stadion |
| 252. mérkőzés 2016. március 9. Ciprus-kupa | Vágó 25' Csiszár 92' | 1 – 0 Jegyzőkönyv | Estcourt 74' | Paralimni, Taszosz Markú Stadion |

| 253. mérkőzés 2016. április 8. Eb-selejtező | Magyarország    | 2 – 0             | Horvátország | Gyirmót, Ménfői úti stadion Játékvezető: Zuzana Kovácová (szlovák) |
| 253. mérkőzés 2016. április 8. Eb-selejtező | Jakabfi 43' 86' | 1 – 0 Jegyzőkönyv |              | Gyirmót, Ménfői úti stadion Játékvezető: Zuzana Kovácová (szlovák) |

| 254. mérkőzés 2016. április 12. Eb-selejtező | Oroszország                                | 3 – 3             | Magyarország                    | Szentpétervár, Minor Szport Aréna Játékvezető: Szofia Karajorji (ciprusi) |
| 254. mérkőzés 2016. április 12. Eb-selejtező | Tyerehova 13' 85' (11-esből) Dmitrenko 92' | 1 – 1 Jegyzőkönyv | Vágó 19' Zeller 66' Jakabfi 76' | Szentpétervár, Minor Szport Aréna Játékvezető: Szofia Karajorji (ciprusi) |

| 255. mérkőzés 2016. április 26. barátságos | Magyarország                                                 | 6 – 0             | Albánia | Gyirmót |
| 255. mérkőzés 2016. április 26. barátságos | Vágó 5' (11-esből) 16' (11-esből) 26' 43' Rácz 53' Kaján 77' | 4 – 0 Jegyzőkönyv |         | Gyirmót |

| 256. mérkőzés 2016. május 31. barátságos | Magyarország | 0 – 0 | Bosznia-Hercegovina | Telki |
| 256. mérkőzés 2016. május 31. barátságos | Jegyzőkönyv  |       |                     | Telki |

| 257. mérkőzés 2016. június 6. Eb-selejtező | Törökország                      | 2 – 1             | Magyarország | Antalya |
| 257. mérkőzés 2016. június 6. Eb-selejtező | Türkoğlu 4' Mosdóczi 27' (öngól) | 2 – 1 Jegyzőkönyv | Jakabfi 40'  | Antalya |

| 258. mérkőzés 2016. július 28. Balaton-kupa | Magyarország  | 1 – 4             | Fehéroroszország                                         | Balatonfüred |
| 258. mérkőzés 2016. július 28. Balaton-kupa | Németh L. 24' | 1 – 1 Jegyzőkönyv | Dubeny 25' Dranovszkaja 50' Karacsun 53' Znajgyonova 87' | Balatonfüred |

| 259. mérkőzés 2016. július 30. Balaton-kupa | Magyarország               | 0 – 0 | Szerbia                     | Balatonfüred Nézőszám: 700 Játékvezető: Sabrina Bolić |
| 259. mérkőzés 2016. július 30. Balaton-kupa | 0 – 0 Jegyzőkönyv          |       |                             | Balatonfüred Nézőszám: 700 Játékvezető: Sabrina Bolić |
| 259. mérkőzés 2016. július 30. Balaton-kupa | Büntetőpárbaj:             |       |                             | Balatonfüred Nézőszám: 700 Játékvezető: Sabrina Bolić |
| 259. mérkőzés 2016. július 30. Balaton-kupa | Tálosi Szabó Fenyvesi Nagy | 2 – 4 | Ilić Kardović Jankov Tenkov | Balatonfüred Nézőszám: 700 Játékvezető: Sabrina Bolić |

| 260. mérkőzés 2016. szeptember 20. Eb-selejtező | Magyarország | 0 – 1             | Németország          | Gyirmót, Alcufer Stadion |
| 260. mérkőzés 2016. szeptember 20. Eb-selejtező |              | 0 – 1 Jegyzőkönyv | Szabó V. 29' (öngól) | Gyirmót, Alcufer Stadion |

| 261. mérkőzés 2016. október 19. barátságos | Ukrajna | 0 – 4             | Magyarország                         | Boriszpil, „Kolosz” Stadion |
| 261. mérkőzés 2016. október 19. barátságos |         | 0 – 2 Jegyzőkönyv | Jakabfi 23' 76' Rácz 42' Csiszár 82' | Boriszpil, „Kolosz” Stadion |

| 262. mérkőzés 2016. november 23. barátságos | Magyarország                      | 4 – 3             | Szerbia                      | Telki Nézőszám: 200 Játékvezető: Karolina Razik (lengyel) |
| 262. mérkőzés 2016. november 23. barátságos | Jakabfi 41' 71' Rácz 79' Szuh 89' | 1 – 1 Jegyzőkönyv | Radojičić 1' 62' Čubrilo 76' | Telki Nézőszám: 200 Játékvezető: Karolina Razik (lengyel) |